# Avimaia
Avimaia ist eine ausgestorbene Gattung der Enantiornithes.
Der Gattungsname leitet sich vom lateinischen avis „Vogel“ und Maia aus der griechischen Mythologie ab, als Anspielung auf das im Fossil gefundene ungelegte Ei.
Die einzig bekannte Art heißt Avimaia schweitzerae. Die Artenbezeichnung ehrt Mary Higby Schweitzer für ihre Rolle im Bereich der molekularen Paläontologie.
Die Benennung und Beschreibung erfolgte 2019 durch Alida M. Bailleul, Jingmai Kathleen O’Connor, Zhang Shukang, Li Zhiheng, Wang Qiang, Matthew C. Lamanna, Zhu Xufeng und Zhou Zhonghe.

## Überreste
Das Fossil (Holotyp IVPP V25371) wurde 2006 in der Xiagou Formation entdeckt, welche im heutigen China liegt.
Es besteht aus einem Teilskelett ohne Schädel mit Resten des Federkleids und einem Ei.
Die Überreste werden auf ca. 110 bis 115 Millionen Jahre alt geschätzt.

### Ei
Es ist das erste Mal, dass ein Ei in der Bauchhöhle eines fossilen Vogels gefunden wurde.
Das Ei ist zerdrückt und liegt zwischen den Schambeinen des Exemplars.
Das Besondere an dem Befund ist, dass die Eierschale erhalten geblieben ist.
Sie besteht aus drei Schichten, wie bei modernen Vögeln, und ist ca. 0,05 mm dick.
Die Schalen anderer Enantiornithen waren stets dicker.
Durch die Zerdrückung des Eis ergaben sich vier bis sechs Eierschalen, die Übereinander gestapelt sind.
Durch diese unübliche Stapelung wurde die Hypothese aufgestellt, dass es sich um zwei Eier handelt.
Diese wurde aber widerlegt, da sich die Schichten der oberen beiden Schalen spiegeln müssten, was nicht der Fall war.
Zudem ist bekannt, dass Eumaniraptora nur einen funktionierenden Eileiter hatten.

## Größe und Besonderheiten
Avimaia waren kleine Vögel, die nicht einmal 20 cm groß waren.
Das Schambein ist schlank und nach oben gekrümmt, wodurch über die gesamte Länge ein Hohlprofil entsteht.
Das hintere Ende des Sitzbeins ist nach oben gewölbt.
Es unterscheidet sich in einigen Merkmalen von ihren Verwandten: Das Kreuzbein besteht aus acht Sakralwirbeln.
Der erste Mittelfuß ist J-förmig, wobei sein unteres Ende zwei Drittel der Länge des Schafts aufweist, was ein relativ geringes Verhältnis darstellt.